# Gonolobus youroumaynensis
Gonolobus youroumaynensis är en oleanderväxtart som beskrevs av Krings. Gonolobus youroumaynensis ingår i släktet Gonolobus och familjen oleanderväxter. Inga underarter finns listade i Catalogue of Life.